# 585 a.C.
Il 585 a.C. (DLXXXV a.C. in numeri romani) è un anno  del VI secolo a.C.

## Eventi
- Il 28 maggio del 585 a.C. il filosofo greco Talete predisse una eclissi solare.

Il fenomeno era giudicato di cattivo auspicio, tanto che interrompe una battaglia della guerra tra Persia e Lidia: i due eserciti, terrorizzati, si rifiutano di combattere e le due nazioni, in guerra da sei anni, si accordano per una tregua.
Per questo prodigioso evento la data ebbe grande importanza nell'antichità e fu utilizzata accanto alle prime Olimpiadi e alla fondazione di Roma come cardine delle datazioni.
La data è anche per noi contemporanei importante perché è il primo evento storico di cui conosciamo esattamente la data.

## Morti
- 9 aprile - Jinmu, imperatore giapponese (n. 711 a.C.)
- Ciassare, sovrano